# Bytharia uniformis
Bytharia uniformis là một loài bướm đêm trong họ Geometridae.